# Acraea periphanes
Acraea periphanes är en fjärilsart som beskrevs av Charles Oberthür 1893. Acraea periphanes ingår i släktet Acraea och familjen praktfjärilar. Inga underarter finns listade i Catalogue of Life.